# Броніслав Дембінський
Броніслав Дембінський (пол. Bronisław Dembiński; 14 серпня 1858, Мала Коможа — 23 листопада 1939, Познань) — польський історик, професор Львівського, Варшавського і Познанського університетів, ректор Львівського університету (1907—1908), політик, дипломат, член. Почесний доктор Оксфордського (1930) і Варшавського (1933) університетів. Дійсний член Академії знань у Кракові (1917), голова Познанського товариства друзів науки (1923—1939), Наукового товариства у Львові, Варшавського наукового товариства.

## Життєпис
Навчався у Берлінському і Вроцлавському університетах. Докторську дисертацію захистив у Вроцлаві (1883), габілітований у Яґеллонському університеті в Кракові (1886), де відтоді працював доцентом кафедри всесвітньої історії. Від 1892 року — надзвичайний професор кафедри всесвітньої історії, від 1897 року — звичайний професор, 1898—1899 роки — декан філософського факультету, 1907—1908 роки — ректор Львівського університету; у 1916—1923 роках — професор кафедри нової історії Польщі Варшавського університету; у 1923—1933 роках — професор кафедри всесвітньої історії Познанського університету, з якою продовжував співпрацювати після виходу на пенсію.
Водночас у 1914—1918 роках — депутат австрійської Державної ради, 1918—1922 роках — Законодавчого сейму Польщі; 1918—1920 — віце-міністр Міністерства релігійних визнань і публічної освіти Польщі. Очолював польську групу Міжпарламентського союзу (1919–30) і Міжнародного союзу співтовариств Ліги Націй (1927).
До 1918 був пов'язаний з галицькими консерваторами, згодом — з католицькими колами. Досліджував історію папства та його стосунків з Польщею, дипломатичні відносини XVIII—XIX ст., зокрема місію Василя Капніста до Пруссії з метою визволення України з-під російської влади, теоретичні питання історії.

## Нагороди і відзнаки
- Командорський хрест ордена Відродження Польщі[1]
- Командорський хрест із зіркою ордена Відродження Польщі
- Орден Білого лева ІІІ ступеня
- Командорський хрест ордена святого Григорія Великого
- Офіцерський хрест ордена Почесного легіону
- Золота медаль «Alliance Francaise»

## Публікації
- «Nowsza historiografia niemiecka» (1886)
- «O materiałach do dziejów Polski wieku XVI i XVII» (1886)
- «Stosunek włoskiej literatury politycznej do polskiej w XVI wieku» (1888)
- «Upadek polityczny i utrata niepodległości Włoch w epoce Odrodzenia» (1889)
- «Rzym i Europa przed rozpoczęciem trzeciego okresu soboru trydenckiego» (1890)
- «Leon XIII wobec prądów współczesnych» (1893)
- «Papiestwo wobec upadku Polski» (1893)
- «Rosya a rewolucja francuska» (1896)
- «Tajna misja Ukraińca w Berlinie» (1896)
- «U zarania stuleci» (1903)
- «Ostatni wielki mistrz zakonu niemieckiego» (1925)
- «Źródła do dziejów drugiego i trzeciego rozbioru Polski», t. I, (Львів 1902)
- «Misja Ignacego Potockiego w Berlinie w 1792 roku» (Львів 1939)